# Tscherwonohwardijske
Tscherwonohwardijske (ukrainisch Червоногвардійське – ukrainisch offiziell seit dem 12. Mai 2016 Krynytschanske/Криничанське; russisch Червоногвардейское/Tscherwonogwardeiskoje) ist eine Siedlung städtischen Typs im mittleren Westen der ukrainischen Oblast Luhansk mit etwa 1400 Einwohnern.
Der Ort gehörte bis 2020 administrativ zur Stadtgemeinde der 9 Kilometer nordwestlich liegenden Stadt Kirowsk, die Oblasthauptstadt Luhansk befindet sich 40 Kilometer östlich des Ortes, östlich des Ortes verläuft eine Bahnstrecke nach Brjanka sowie westlich der Fluss Komyschuwacha (Комишуваха).
Tscherwonohwardijske wurde 1948 als Siedlung Krynytschanskyj (Криничанський) als Arbeitersiedlung für die nahegelegene Zeche gegründet, trug dann zwischen 1953 und 1965 den Namen Krasnohwardeijsk (Красногвардейськ) und wurde 1953 zur Siedlung städtischen Typs erhoben, seit Sommer 2014 ist der Ort im Verlauf des Ukrainekrieges durch Separatisten der Volksrepublik Lugansk besetzt.

## Verwaltungsgliederung
Am 12. Juni 2020 wurde die Siedlung ein Teil der neugegründeten Stadtgemeinde Kadijiwka, bis dahin bildete die Siedlung zusammen mit den Ansiedlungen Krynytschne (Криничне) und Tawrytschanske (Тавричанське) die gleichnamige Siedlungsratsgemeinde Tscherwonohwardijske (Червоногвардійська селищна рада/Tscherwonohwardijska selyschtschna rada) als Teil der Stadtratsgemeinde Kirowsk direkt unter Oblastverwaltung stehend.
Am 17. Juli 2020 wurde der Ort ein Teil des Rajons Altschewsk.